# Реймонд (Огайо)
Реймонд (англ. Raymond) — переписна місцевість (CDP) в США, в окрузі Юніон штату Огайо. Населення — 280 осіб (2020).

## Географія
Реймонд розташований за координатами 40°20′26″ пн. ш. 83°28′6″ зх. д. / 40.34056° пн. ш. 83.46833° зх. д. (40.340479, -83.468202).  За даними Бюро перепису населення США в 2010 році переписна місцевість мала площу 3,36 км², з яких 3,29 км² — суходіл та 0,07 км² — водойми.

## Демографія
Згідно з переписом 2010 року, у переписній місцевості мешкало 257 осіб у 96 домогосподарствах у складі 75 родин. Густота населення становила 77 осіб/км².  Було 102 помешкання (30/км²).
Расовий склад населення:
| - 98,8 % — білих - 1,2 % — чорних або афроамериканців |

До двох чи більше рас належало 0,0 %. Частка іспаномовних становила 0,0 % від усіх жителів.
За віковим діапазоном населення розподілялося таким чином: 29,2 % — особи молодші 18 років, 61,9 % — особи у віці 18—64 років, 8,9 % — особи у віці 65 років та старші. Медіана віку мешканця становила 38,4 року. На 100 осіб жіночої статі у переписній місцевості припадало 87,6 чоловіків;  на 100 жінок у віці від 18 років та старших — 100,0 чоловіків також старших 18 років.
Цивільне працевлаштоване населення становило 47 осіб. Основні галузі зайнятості: роздрібна торгівля — 36,2 %, публічна адміністрація — 17,0 %, науковці, спеціалісти, менеджери — 17,0 %.